# 国立研究開発法人情報通信研究機構法
国立研究開発法人情報通信研究機構法（こくりつけんきゅうかいはつほうじんじょうほうつうしんけんきゅうきこうほう、平成11年12月22日法律第162号）は、国立研究開発法人情報通信研究機構の名称、目的、業務の範囲等に関する（第1条）日本の法律である。2015年（平成27年）4月の法改正までは独立行政法人情報通信研究機構法という題名であった。

## 経緯
1999年（平成11年）に、独立行政法人通信総合研究所法として制定された。 
2003年（平成14年）に、題名が独立行政法人情報通信研究機構法に改められた。
2015年（平成27年）に、独立行政法人通則法が改正されて国立研究開発法人制度が創設されたことに伴い、情報通信研究機構を独立行政法人から国立研究開発法人に改組するため改正され、現在の題名に改められた。

## 構成
- 第1章　総則（第1条―第8条）
- 第2章　役員及び職員（第9条―第13条）
- 第3章　業務等（第14条―第20条）
- 第4章　雑則（第21条―第23条）
- 第5章　罰則（第24条―第26条）
- 附則